# Arcidiocesi di Fort-de-France

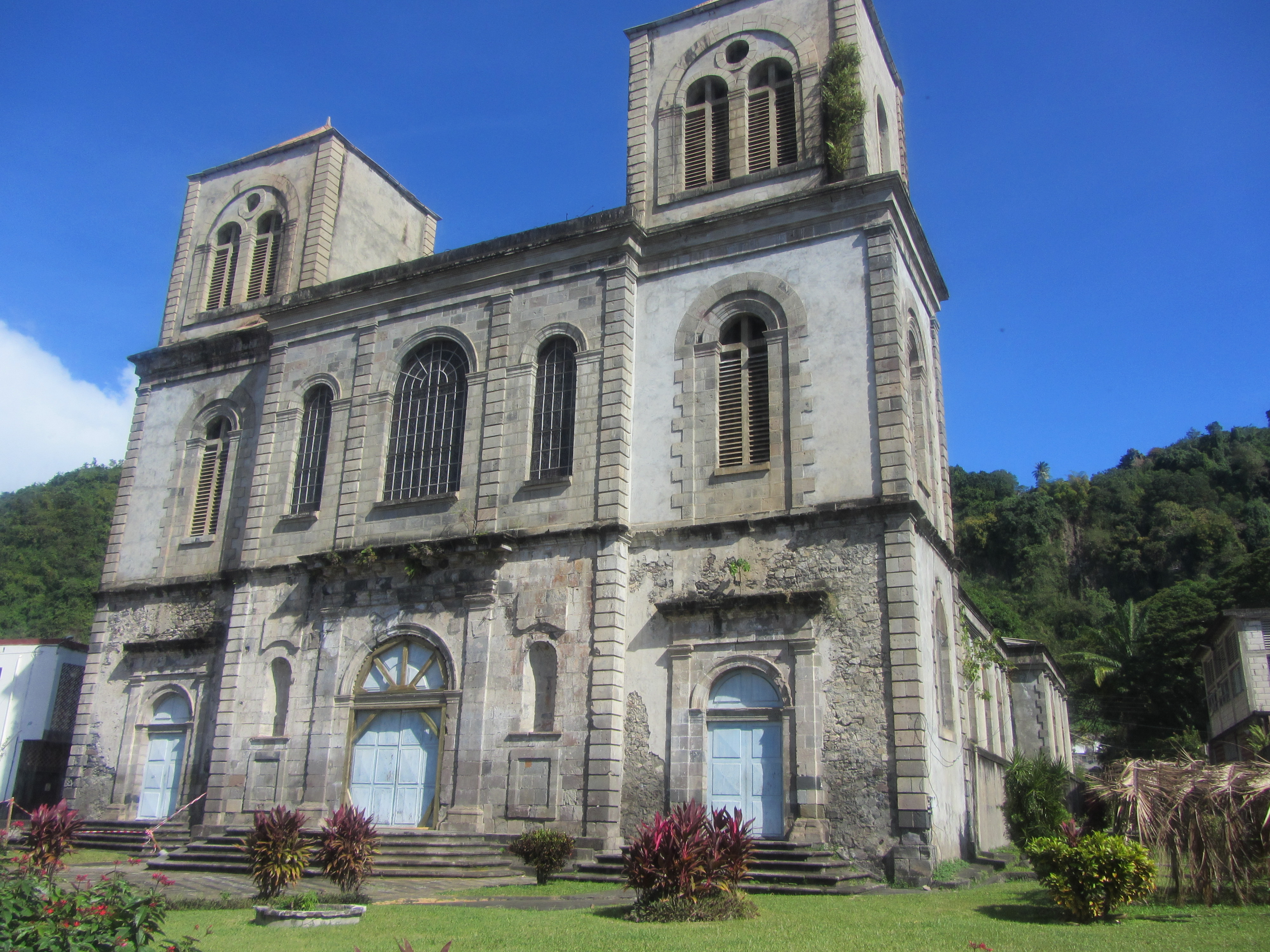
La concattedrale di Nostra Signora dell'Assunzione a Saint-Pierre.

L'arcidiocesi di Fort-de-France (in latino Archidioecesis Arcis Gallicae) è una sede metropolitana della Chiesa cattolica in Francia. Nel 2023 contava 302.486 battezzati su 347.686 abitanti. È retta dall'arcivescovo David Macaire, O.P.

## Territorio
L'arcidiocesi comprende l'isola di Martinica.
Sede arcivescovile è la città di Fort-de-France, dove si trova la cattedrale di San Luigi. A Saint-Pierre si trova la concattedrale di Nostra Signora dell'Assunzione.
Il territorio è suddiviso in 47 parrocchie.

## Storia
I gesuiti stabilirono la prima missione per l'evangelizzazione della Martinica nel 1640, guidata dai padri Bouton e Hempteau.
La prefettura apostolica delle Isole e di Terraferma fu eretta nel 1643. Essa comprendeva tutti i territori francesi delle Antille e la Guyana francese.
Nel 1654 i padri Ceubergeon e Gueimu furono trucidati dalla popolazione locale in rivolta.
Nel dicembre del 1731 cedette una porzione di territorio a vantaggio dell'erezione della prefettura apostolica della Guyana francese (oggi diocesi di Caienna).
Il 27 settembre 1850, in forza della bolla Cum omnia di papa Pio IX, la prefettura apostolica fu elevata a diocesi, suffraganea dell'arcidiocesi di Bordeaux e assunse il nome di diocesi di Martinica. Contestualmente cedette una porzione di territorio a vantaggio dell'erezione della diocesi di Guadalupa e Basse-Terre (oggi diocesi di Basse-Terre).
Dallo stesso anno la sede vescovile fu traslata a Saint-Pierre, ma dopo la catastrofica eruzione vulcanica del 1902 ritornò a Fort-de-France. Fin dall'erezione la diocesi ha unito il titolo di Saint-Pierre (Sancti Petri).
Il 26 settembre 1967 la diocesi è stata ulteriormente elevata al rango di arcidiocesi metropolitana con la bolla Quod Christus di papa Paolo VI.

## Cronotassi dei vescovi
Si omettono i periodi di sede vacante non superiori ai 2 anni o non storicamente accertati.
- Etienne Jean François Le Herpeur † (3 ottobre 1850 - 13 aprile 1858 deceduto)
- Louis-Martin Porchez † (24 giugno 1858 - 11 giugno 1860 deceduto)
  - Sede vacante (1860-1871)
- Amand-Joseph Fava † (25 gennaio 1871 - 3 agosto 1875 nominato vescovo di Grenoble)
- Julien-François-Pierre Carmené † (24 agosto 1875 - 30 agosto 1897 dimesso[1])
- Étienne-Joseph-Frédéric Tanoux † (5 febbraio 1898 - 22 novembre 1899 deceduto)
- Maurice-Charles-Alfred de Cormont † (7 dicembre 1899 - 27 novembre 1911 nominato vescovo di Aire)
- Joseph Félix François Malleret, C.S.Sp. † (3 febbraio 1912 - 25 giugno 1914 deceduto)
- Paul-Louis-Joseph Lequien † (15 marzo 1915 - 5 gennaio 1941 deceduto)
- Henri-Marie-François Varin de la Brunelière, C.S.Sp. † (24 ottobre 1941 - 4 luglio 1972 ritirato)
- Maurice Rigobert Marie-Sainte † (4 luglio 1972 - 8 gennaio 2004 ritirato)
- Gilbert Marie Michel Méranville (8 gennaio 2004 - 7 marzo 2015 ritirato)
- David Macaire, O.P., dal 7 marzo 2015

## Statistiche
L'arcidiocesi nel 2023 su una popolazione di 347.686 persone contava 302.486 battezzati, corrispondenti all'87,0% del totale.
| anno | popolazione | popolazione | popolazione | presbiteri | presbiteri | presbiteri | presbiteri                | diaconi | religiosi | religiosi | parrocchie |
| anno | battezzati  | totale      | %           | numero     | secolari   | regolari   | battezzati per presbitero | diaconi | uomini    | donne     | parrocchie |
| ---- | ----------- | ----------- | ----------- | ---------- | ---------- | ---------- | ------------------------- | ------- | --------- | --------- | ---------- |
| 1948 | 258.000     | 261.595     | 98,6        | 93         | 43         | 50         | 2.774                     |         | 55        | 160       | 41         |
| 1966 | 320.000     | 330.000     | 97,0        | 122        | 59         | 63         | 2.622                     |         | 86        | 247       | 46         |
| 1970 | 300.000     | 320.000     | 93,8        | 131        | 66         | 65         | 2.290                     |         | 86        | 249       | 46         |
| 1976 | 290.000     | 324.832     | 89,3        | 100        | 46         | 54         | 2.900                     |         | 71        | 220       | 47         |
| 1980 | 290.000     | 320.000     | 90,6        | 97         | 45         | 52         | 2.989                     |         | 66        | 210       | 47         |
| 1990 | 300.000     | 339.000     | 88,5        | 72         | 38         | 34         | 4.166                     |         | 43        | 213       | 47         |
| 1999 | 280.000     | 359.800     | 77,8        | 65         | 38         | 27         | 4.307                     |         | 37        | 217       | 47         |
| 2000 | 297.515     | 381.427     | 78,0        | 68         | 44         | 24         | 4.375                     |         | 35        | 224       | 47         |
| 2001 | 297.515     | 381.427     | 78,0        | 63         | 38         | 25         | 4.722                     |         | 36        | 229       | 47         |
| 2002 | 297.515     | 381.427     | 78,0        | 60         | 34         | 26         | 4.958                     |         | 37        | 218       | 45         |
| 2003 | 297.515     | 381.427     | 78,0        | 62         | 35         | 27         | 4.798                     |         | 38        | 183       | 47         |
| 2004 | 297.515     | 381.427     | 78,0        | 62         | 35         | 27         | 4.798                     |         | 37        | 178       | 47         |
| 2006 | 312.000     | 390.000     | 80,0        | 58         | 35         | 23         | 5.379                     | 3       | 33        | 171       | 47         |
| 2013 | 312.296     | 390.371     | 80,0        | 54         | 44         | 10         | 5.783                     | 12      | 19        | 142       | 47         |
| 2016 | 322.700     | 393.500     | 82,0        | 50         | 38         | 12         | 6.454                     | 12      | 32        | 146       | 47         |
| 2019 | 344.196     | 395.628     | 87,0        | 69         | 51         | 18         | 4.988                     | 12      | 33        | 116       | 47         |
| 2021 | 319.101     | 368.783     | 86,5        | 60         | 42         | 18         | 5.318                     | 11      | 34        | 116       | 47         |
| 2023 | 302.486     | 347.686     | 87,0        | 65         | 46         | 19         | 4.653                     | 10      | 32        | 107       | 47         |